# Hans-Heinrich Lieb
Hans-Heinrich Lieb (* 13. November 1936 in Hannover) ist ein deutscher Germanist, Sprachwissenschaftler und Hochschullehrer.

## Leben und Wirken
Hans-Heinrich Lieb studierte von 1956 bis 1963 Germanistik, Anglistik, Philosophie und Allgemeine Sprachwissenschaft und zwar an der Universität Göttingen, der University of Durham und an der Universität Köln. 1963 promovierte er an der Universität Köln mit einer sprachwissenschaftlichen Dissertation („Der Umfang des historischen Metaphernbegriffs“) bei Wolfgang Binder. Anschließend war er dort als wissenschaftlicher Assistent tätig. Im Jahre 1969 habilitierte er sich für Allgemeine Sprachwissenschaft. Bis 1970 lehrte er an dieser Universität als außerplanmäßiger Professor. Anschließend war er bis 1971 Gastprofessor an der University of British Columbia in Vancouver. 1971 übernahm er eine ordentliche Professur für Linguistik der deutschen Sprache an der Freien Universität Berlin. Dort lehrte er bis zu seiner Emeritierung 2003.
Hans-Heinrich Lieb gilt als Begründer der Integrativen Sprachwissenschaft.

## Veröffentlichungen (Auswahl)
- (Übers., mit Anna Fuchs): André Martinet / Grundzüge der allgemeinen Sprachwissenschaft. Kohlhammer, Stuttgart 1963.
- (mit Alphonse Juilland): Klasse und Klassifikation in der Sprachwissenschaft (= Ianua linguarum. Series minor, Bd. 74). Mouton, The Hague 1968.
- Sprachstadium und Sprachsystem. Umrisse einer Sprachtheorie. Kohlhammer, Stuttgart 1970 (= Habilitationsschrift Universität Köln).
- (Hrsg.): Oberflächensyntax und Semantik (= Linguistische Arbeiten, Bd. 93). Niemeyer, Tübingen 1980, ISBN 3-484-10409-0.
- General outline (= Integrational linguistics, Bd. 1) (= Amsterdam studies in the theory and historic of linguistic science, Ser. 4, Bd. 17). Benjamins, Amsterdam 1983, ISBN 90-272-3508-2.
- (Hrsg.): BEVATON – Berliner Verfahren zur auditiven Tonhöhenanalyse (= Linguistische Arbeiten, Bd. 205). Niemeyer, Tübingen 1988, ISBN 3-484-30205-4.
- Der Status der Literaturwissenschaft und ihre Sprache. In: Christian Wagenknecht (Hrsg.): Zur Terminologie der Literaturwissenschaft. Metzler, Stuttgart 1989, S. 105–139, ISBN 3-476-00619-0.
- (Hrsg.): Prospects for a new structuralism (= Amsterdam studies in the theory and historic of linguistic science, Ser. 4, Bd. 96). Benjamins, Amsterdam 1993, ISBN 90-272-3597-X.
- Linguistic variables. Towards a unified theory of linguistic variation (= Amsterdam studies in the theory and historic of linguistic science, Ser. 4, Bd. 108). Benjamins, Amsterdam 1993, ISBN 90-272-3611-9.
- Morph, Wort, Silbe. Umrisse einer Integrativen Phonologie des Deutschen. In: Germanistische Linguistik, Bd. 12 (1998), H. 141–142, S. 334–407.
- Describing linguistic objects in a realist way. In: Christina Behme/Martin Neef (Hrsg.): Essays in linguistic realism (= Studies in language. Companion series, Bd. 196). Benjamins, Amsterdam 2018, S. 79–138, ISBN 978-90-272-0092-1.

Außerdem zahlreiche Aufsätze in Fachzeitschriften und Sammelbänden.
Festschrift
- Robin Sackmann (Hrsg.): Theoretical linguistics and grammatical description. Papers in honour of Hans-Heinrich Lieb on the occasion of his 60th birthday. Benjamins, Amsterdam 1996, ISBN 90-272-3642-9.